# 斯泰特維爾 (伊利諾伊州)
斯泰特維爾（英語：Stateville）是位於美國伊利諾伊州威爾縣的一個非建制地區。該地的面積和人口皆未知。

## 地理
斯泰特維爾的座標為41°34′44″N 88°05′35″W / 41.57889°N 88.09306°W，而該地的平均海拔高度為197米（即646英尺）。